# San Bartolomé de Pinllo
San Bartolomé de Pinllo ist ein nördlicher Vorort von Ambato und eine Parroquia rural („ländliches Kirchspiel“) im Kanton Ambato der ecuadorianischen Provinz Tungurahua. Die Parroquia besitzt eine Fläche von 12,26 km². Die Einwohnerzahl lag im Jahr 2010 bei 9094. 

## Lage
Die Parroquia San Bartolomé de Pinllo liegt im Anden-Hochtal von Zentral-Ecuador im Nordwesten der Provinz Tungurahua. San Bartolomé de Pinllo liegt auf einer Höhe von 2670 m etwa 4 km nordnordwestlich vom Stadtzentrum von Ambato. Die Parroquia hat eine Längsausdehnung in Nord-Süd-Richtung von 12 km. Die Parroquia reicht im Norden bis zum Gipfel des 4154 m hohen Cerro Saguatoa.
Die Parroquia San Bartolomé de Pinllo grenzt im Osten an die Parroquias Constantino Fernández und Augusto N. Martínez, im Süden an die Stadt Ambato, im äußersten Südwesten an die Parroquia Santa Rosa sowie im Westen an die Parroquias Quisapincha und Ambatillo.